# King Kong vs. Godzilla
King Kong vs. Godzilla (キングコング対ゴジラ King Kong tai Gojira?) es un film de 1962 de kaiju Tokusatsu dirigida por Ishiro Honda con efectos visuales de Eiji Tsuburaya. Es el tercero de la serie de películas donde aparece Godzilla. También es el tercero de la serie de películas donde aparece King Kong. 59 años después, ambos monstruos se reencontraron en la película Godzilla vs Kong del MonsterVerse.
Una versión «americanizada» muy reeditada de la película fue estrenada en cines en los Estados Unidos por Universal International Inc. el 26 de junio de 1963.

## Argumento

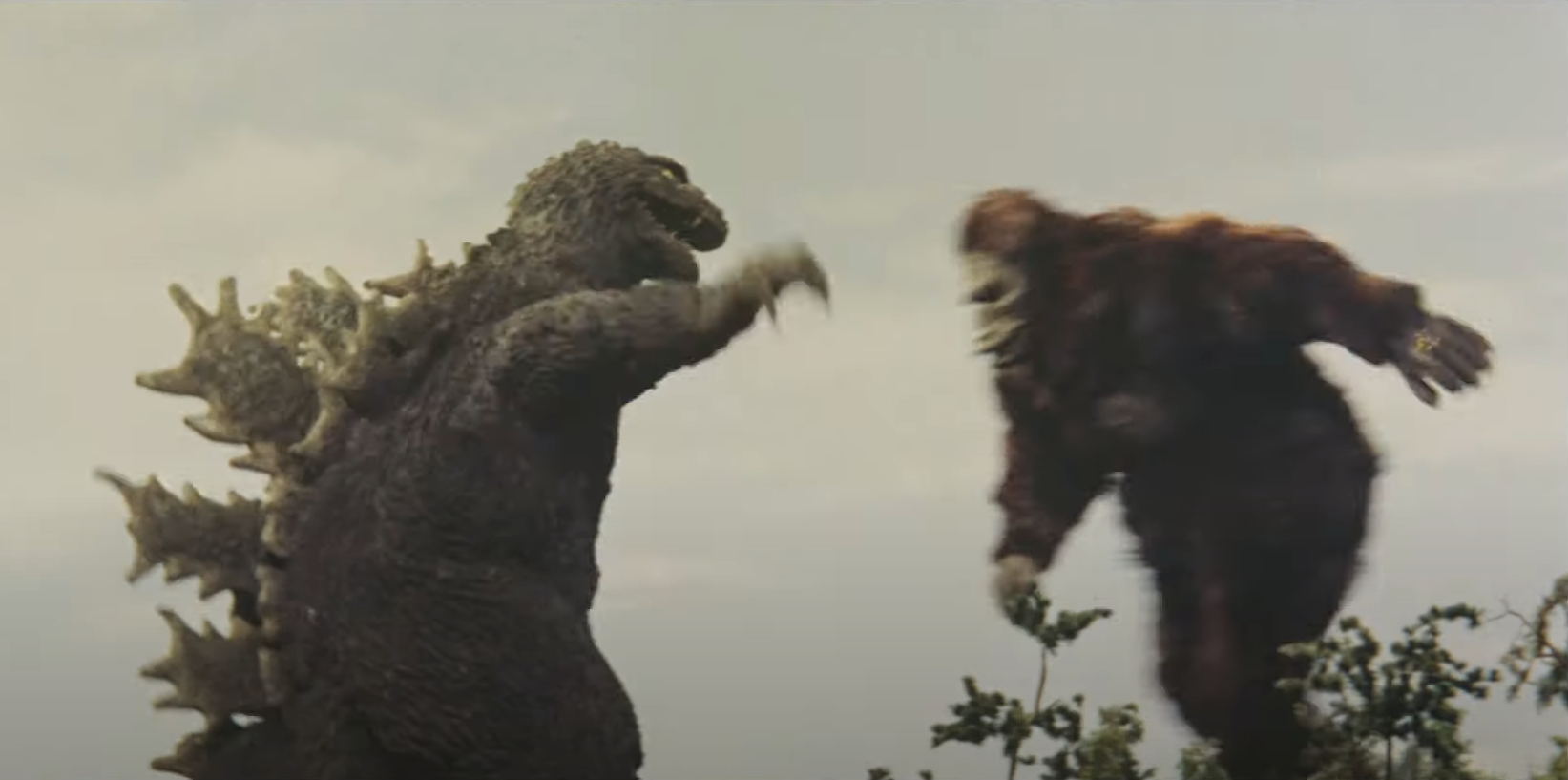
Escena de la batalla entre King Kong y Godzilla.

Mr. Tako, cabecera de Farmacéuticos Pacíficos, es frustrado por los shows de televisión que patrocinan su compañía y necesita, de alguna manera, mejorar su índice de audiencia. Cuando un doctor le habla a Tako sobre un gigantesco monstruo que habita la Isla Faro, Tako le cree y decide traer al monstruo para hacer gran publicidad. Tako inmediatamente envía a dos hombres, Sakurai y Kinsaburo, para traer a Kong.
Mientras tanto, un submarino estadounidense choca contra un iceberg. Es el iceberg donde las Fuerzas de Defensa japonesa congelaron a Godzilla en 1955. Cuando un helicóptero de rescate llega al lugar, Godzilla surge y destruye una base japonesa ártica. La base, por supuesto, ataca inefectivamente a Godzilla. Godzilla aparece por todas partes en la prensa y hace enfadar a Tako.
Mientras tanto, en la Isla Faro, un pulpo gigante ataca al pueblo. King Kong llega y combate a la bestia. Kong entonces bebe un «jugo de baya rojo» y cae dormido. Sakurai y Kinsaburo llevan entonces a Kong hasta Japón. De nuevo en Farmacéuticos Pacíficos, Tako está emocionado porque Kong es ahora objetivo de la prensa. Mr Tako llega transportando a Kong, pero los detienen las FDJ y le ordenan que se devuelva a la Isla Faro. El monstruo se libera y se dirige hasta un valle para luchar contra Godzilla, algo muy difícil de detener para las FDJ. Kong le lanza a Godzilla muchas rocas, pero Godzilla le responde con su rayo atómico, haciéndolo retroceder.
Los intentos de las FDJ de parar la lucha son inefectivos. Ellos le envían líneas de energía con un millón voltios de electricidad. La electricidad daña a Godzilla, pero de manera extraña hace más poderoso a King Kong. Kong ataca Tokio y secuestra a una mujer, llamada Fumiko. Las FDJ lanzan cápsulas de jugo de baya y noquean a King Kong. Lo envían a un lugar aislado, junto con Godzilla, para que luchen sin causar ningún daño y se destruyan mutuamente.
La mañana siguiente Kong es transportado vía aérea hasta el Monte Fuji, donde está Godzilla, y ambos empiezan a luchar. Finalmente Godzilla derriba a Kong y le da un fuerte golpe con la cola. Cuando Godzilla va a acabar a su rival con su aliento atómico, una tormenta eléctrica lo revive y los dos empiezan a luchar de nuevo. Kong  introduce un árbol en las fauces de Godzilla, sujetándolo por la cola. Los dos monstruos llegan hasta la costa, y caen en el Océano Pacífico. En ese momento, Kong sale a la superficie como el ganador de la disputa y se va nadando a la Isla Faro. No se sabe si Godzilla sobrevivió, pero se especula que si.

## Reparto
| Actor             | Personaje               |
| ----------------- | ----------------------- |
| Tadao Takashima   | Osamu Sakurai           |
| Kenji Sahara      | Kazuo Fujita            |
| Yū Fujiki         | Kinsaburo Furue         |
| Ichirō Arishima   | Mr. Tako                |
| Mie Hama          | Fumiko Sakurai          |
| Jun Tazaki        | General Masami Shinzo   |
| Akiko Wakabayashi | Tamie                   |
| Akihiko Hirata    | Shigesawa               |
| Somesho Matsumoto | Onuki                   |
| Akemi Negishi     | Madre de Chikiro        |
| Senkichi Omura    | Konno                   |
| Sachio Sakai      | Obayashi                |
| Haruya Kato       | Asistente Obayashi      |
| Nadao Kirino      | Asistente del General   |
| Yoshio Kosugi     | Jefe de la Isla Faro    |
| Shin Otomo        | Capitán del Barco       |
| Harold Conway     | Científico en Submarino |
| Shoichi Hirose    | King Kong.              |
| Haruo Nakajima    | Godzilla.               |

| Reparto (versión americana) | Personaje                                     |
| --------------------------- | --------------------------------------------- |
| Michael Keith               | Eric Carter, reportero de la ONU              |
| Harry Holcombe              | Dr. Arnold Johnson                            |
| James Yagi                  | Yutaka Omura                                  |
| Les Tremayne                | Narrador, General Shinzo y varios personajes. |
| Paul Maso                   | Varios personajes                             |
| Bruce Howard                | Varios personajes.                            |

## Curiosidades
- Dado que King Kong era visto como el mayor atractivo en aquellos tiempos[2] y Godzilla era aún representado como villano en su franquicia, Toho decidió elegir a Kong como el claro vencedor. Si bien el desenlace de la pelea se vio algo ambiguo para el público, Toho anunció que King Kong fue de hecho el ganador en su programa cinematográfico en inglés de 1962-63 Toho Films Vol. 8, donde se mostró la sinopsis oficial de la cinta en la que textualmente se dice ''Un espectacular duelo es arreglado en la cima del monte Fuji y King Kong es victorioso. Pero después de haber ganado...''.[3] A pesar de la existencia de dicha información, desde hace muchos años hasta el día de hoy ha persistido el mito de que el filme cuenta con 2 conclusiones distintas según la versión que se vea: en la versión japonesa es Godzilla quien emerge del agua como ganador del enfrentamiento a diferencia de la versión estadounidense donde es Kong el victorioso.
- En la versión japonesa del filme después de que Kong emerge del agua, los testigos del encuentro se preguntan si Godzilla podría estar muerto o no, mientras ven a Kong dirigiéndose a su hogar y especulan si es posible que haya sobrevivido. En la versión estadounidense simplemente dicen: «Godzilla ha desaparecido sin dejar rastro» y mientras observan a Kong nadar le desean suerte en su larga travesía a casa.
- Los temas  «King Kong vs. Godzilla I» y «King Kong vs. Godzilla II» serían reorganizados y reutilizados en Godzilla vs. King Ghidorah.
- El doblaje de la película en español latino, hecho en México en 1980 se perdió durante el terremoto de 1985. Dicho doblaje contó con las voces de los actores Guillermo Romano (Osamu Sakurai), María Antonieta de las Nieves (Fumiko Sakurai), Polo Ortín (Kazuo Furue) y Jorge Arvizu (Mr. Tako). A pesar de encontrarse perdido aún se conservan algunos carteles promocionales de aquella época.
- Cuando los animadores que trabajaban en los tentáculos de Davy Jones en la película de Piratas del Caribe: El cofre de la muerte tenían problemas para encontrar metraje de pulpos en tierra, el supervisor de animación Hal Hickel tuvo la idea de usar al pulpo gigante, Oodako, como referencia.[4]